# Ben Foster (football)
Pour les articles homonymes, voir Ben Foster et Foster.
Benjamin Anthony "Ben" Foster, né le 3 avril 1983 à Royal Leamington Spa, est un footballeur international anglais qui évolue au poste de gardien de but.

## Biographie

### En club
Acheté lors de l'été 2005 par Manchester United, il passe les saisons 2005-2006 et 2006-2007 en prêt à Watford.
Il se révèle contre les Spurs en finale de la Carling cup où il réalise de très bonnes performances. Il arrête en effet deux tirs au but de Tottenham (celui de Jamie O'Hara et celui de David Bentley).
En mai 2010, il signe à Birmingham City, où il s'impose comme le gardien titulaire, mais à la suite de la relégation de son club en Championship lors de la saison 2010-2011, il part le 29 juillet 2011, à West Bromwich Albion pour une saison en échange du gardien Boaz Myhill qui fait le parcours inverse.
Le 29 juin 2012, Foster rejoint définitivement les Baggies pour trois saisons plus deux en options. Foster reste six saisons à West Brom, durant lesquelles il joue 184 matchs toutes compétitions confondues.
Le 5 juillet 2018, il s'engage pour deux ans avec le Watford FC.

### En équipe nationale
Le 26 mai 2006, il est appelé par Sven-Göran Eriksson pour être l'un des gardiens réservistes de l'équipe d'Angleterre pour la Coupe du monde 2006, à la suite de la blessure de Robert Green au cours du match amical contre la Biélorussie. Il joue son premier match pour l'Angleterre le 7 février 2007, lors d'un match amical contre l'Espagne. 
Foster est régulièrement appelé par Fabio Capello entre 2008 et 2010, mais son faible temps de jeu à Manchester United le prive de participer à la Coupe du monde 2010. En mai 2011, il annonce qu'il prend un congé indéterminé de la sélection afin de se concentrer sur son club. Mais il reviendra sur sa décision en 2013.
Il est sélectionné par Roy Hodgson pour faire partie de l'effectif anglais pour la Coupe du monde 2014 au Brésil comme gardien n°2, et il sera titulaire lors du dernier match de poule contre le Costa Rica (0-0).
Il reçoit un total de huit sélections entre 2007 et 2014.

## Palmarès

### En club
- Manchester United
  - Vainqueur de la Coupe de la Ligue anglaise en 2009.

- Birmingham City
  - Vainqueur de la Coupe de la Ligue anglaise en 2011.

- Watford FC
  - Vice-champion d'Angleterre de D2 en 2021.

- Wrexham AFC
  - Champion d'Angleterre de D5 en 2023.